# Orizorictins
Els orizorictins (Oryzorictinae) són una subfamília de tenrecs que conté tres gèneres: els tenrecs aquàtics (Limnogale), els tenrecs musaranya (Microgale) i els tenrecs d'arrossar (Oryzorictes). Es tracta del grup més nombrós de la família dels tenrecs, amb una vintena d'espècies. Tenen una llargada de cap a gropa de 4–17 cm.